# Гений (фильм, 2025)
«Гений» (англ. The Mastermind) — художественный фильм режиссёра Келли Райхардт. Главные роли исполнят Джош О’Коннор и Алана Хаим.
Премьера состоялась в мае 2025 года на Каннском кинофестивале, в рамках основного конкурса.

## Сюжет
Действие фильма разворачивается во время войны во Вьетнаме. Торговец искусством Джеймс Муни организует дерзкое ограбление.

## В ролях
- Джош О’Коннор — Джеймс Муни
- Джон Магаро
- Алана Хаим

## Производство
Режиссёром и автором сценария фильма стала Келли Райхардт. Главные роли в фильм получили Джош О’Коннор и Алана Хаим. Кинопрокатом фильма займутся компании The Match Factory и MUBI. 13 ноября 2024 года к актёрскому составу присоединились Хоуп Дэвис, Билл Кэмп, Габи Хоффман, Аманда Пламмер, Илай Гелб, Коул Доман, Джавион Аллен, Мэттью Махер и Рензи Фелиз.
Съёмки пройдут в Огайо с 14 октября по 22 ноября 2024 года.
Премьера состоялась в мае 2025 года на Каннском кинофестивале, в рамках основного конкурса.